# Probablement !
Probablement ! (Probably en version originale) est le dixième épisode de la quatrième saison de la série animée South Park, ainsi que le 58e épisode de l'émission. C'est aussi le deuxième épisode d'un diptyque qui commence avec Les handicapés vont-ils en enfer ?.

## Synopsis
Les enfants fondent leur propre église et ne vont plus à l'école. Cartman devient leur leader et prêcheur. Ainsi, en échange d'argent, il fait des miracles et transmet la parole du Seigneur. Sœur Anne cherche à arrêter tout cela avant qu'il ne soit trop tard.
Pendant ce temps Satan renoue avec Saddam. Une grande bataille éclate entre ce dernier et Chris, l'autre amant de Satan.